# Lac des Trente et Un Milles
Le lac des Trente et Un Milles est un plan d'eau douce situé entre les régions de l'Outaouais et des Laurentides au Québec au Canada. En fait, son étendue se partage entre quatre municipalités :Déléage Sainte-Thérèse-de-la-Gatineau et Bouchette à l'ouest, Notre-Dame-de-Pontmain à l'est ainsi que Gracefield au sud. Le territoire autour du lac est forestier et montagneux.

## Toponymie
L'origine de cette appellation demeure inexpliquée. Ni la longueur du lac, qui est de 29 km, ni sa distance par rapport à un point de repère régional significatif ne correspondent à 31 milles (50 km).
Au cours de son histoire, le lac des Trente et Un Milles a connu plusieurs appellations. En 1863, Stanislas Drapeau désigne ce plan d'eau Grand Lac en spécifiant que sa longueur est de 22 milles (35,4 km). Dans son rapport d'arpentage daté du 11 juillet 1870, Sam. B. Lucas, le désigne également sous le nom de Grand-Lac. En 1889, l'arpenteur John O'Sullivan y décrivait les caractéristiques ce plan d'eau dans un de ses rapports. En 1908, le nom Grand Lac du Commissaire ou 31 Milles est utilisé sur la carte du canton de Cameron. En 1925, le géographe Eugène Rouillard désigne ce plan d'eau sous le nom de lac du Commissaire. Plus tard, ce plan d'eau a été désigné en tant que lac Papenegoegawong.

## Géographie
En lignes directes, le lac des Trente et Un Milles est situé à 9,6 km à l'est de la rivière Gatineau, à 9,8 km à l'est du village de Gracefield, à 31,6 km au nord du village de Wakefield, à 74 km au nord du centre-ville de Gatineau et à 17,6 km au sud-dest du centre-ville de Maniwaki. Sa superficie est répartie entre quatre municipalités : Sainte-Thérèse-de-la-Gatineau et Bouchette à l'ouest, Notre-Dame-de-Pontmain à l'est ainsi que Gracefield au sud.
Le lac s'étend sur une longueur de 29 km dans le sens nord–sud et atteint une profondeur de 88 m.

## Hydrographie
Le lac des Trente et Un Milles est alimenté par les cours d'eau suivant :
- au sud, le ruisseau à l'Ours et le lac Pemichangan
- à l'ouest, la décharge du lac des Embarras, la décharge du lac Malone, la décharge du lac Poirier, la décharge du lac Charron, la décharge du lac des Faisans et le crique Isidore qui drainae les eaux du lac Isidore
- au nord, la décharge du lac à Beaudry, la décharge du lac Malbœuf et du lac du Pont de Pierre
- à l'est, la crique Rough, la crique Groulx, la crique Coucou, la décharge du lac Beauté, la décharge du lac Bailey, la crique du lac à Gilles et la décharge du lac Forcier.

La surface du lac est généralement gelée de la mi-novembre à la fin avril ; néanmoins, la période de circulation sécuritaire sur la glace est généralement de la mi-décembre à la fin mars.[réf. nécessaire]

## Histoire
En 1895, des pêcheurs y pratiquaient la pêche commerciale afin d'approvisionner le marché d'Ottawa et Hull en poisson blanc, truite grise, achigan et brochet. Dès le début du XXe siècle, la villégiature a été mise en valeur, grâce à l'attrait de ses baies pittoresques et ses îles sauvages, ainsi que grâce à la pêche et à la chasse.
Dès le milieu du XIXe siècle, la foresterie a été l'activité économique prédominante dans le secteur, notamment grâce à la rivière Gatineau (située du côté ouest) pour le transport des troncs d'arbres par flottaison. Au XIXe siècle, la villégiature a été mise en valeur autour du lac, particulièrement autour de la baie Davis située au nord-ouest, de la baie Mackenzie et l’isthme au sud du lac dans le secteur de Kennyville.[réf. nécessaire]

## Barrage
À l'embouchure sur le rive ouest du lac des Trente et Un Milles, un barrage en béton a été érigé en 1978, puis modifié en 2009. Il est situé près des îles Laflamme, Sèches et à Pépère, dans le territoire de Sainte-Thérèse-de-la-Gatineau. D'une longueur de 27 m, ce barrage a une hauteur de 4 m et une hauteur de retenue de 2,8 m. Il retient les eaux d'un réservoir de 4 973 ha. Il est la propriété du Centre d'expertise hydrique du Québec.
À partir du barrage, le courant coule vers l'ouest, puis vers le sud, en traversant, sur 2,6 km, le lac Michel. Le courant traverse, vers le sud, le rapide Plat, le lac la Vieille sur 0,4 km et la chute Rouge avant d'aboutir sur la rive nord du Petit lac Rond. Le courant le traverse sur 3,6 km vers le sud, puis vers l'ouest. Le courant emprunte une courte décharge avant de se déverser dans le lac Roddick qu'il traverse sur 1,8 km jusqu'à un court détroit. Puis, le courant traverse le Grand lac Rond sur 3,6 km vers l'ouest en contournant la presqu'île des Lyrette. Enfin, le courant franchit un dernier segment de 1,1 km vers l'ouest pour aller se déverser dans la rivière Gatineau.

## Activités
La glace permet des activités d'hiver telles la conduite de motoneiges et de quads, le ski de fond et la raquette, ainsi que la pêche sur la glace. En été, la navigation de plaisance, les plages et les nombreuses îles sauvages font la renommée de ce lac.